# Aral Moreira
Aral Moreira est une municipalité brésilienne de l'État de Mato Grosso do Sul et la Microrégion de Dourados.